# Écart interquartile
Pour les articles homonymes, voir IQR.

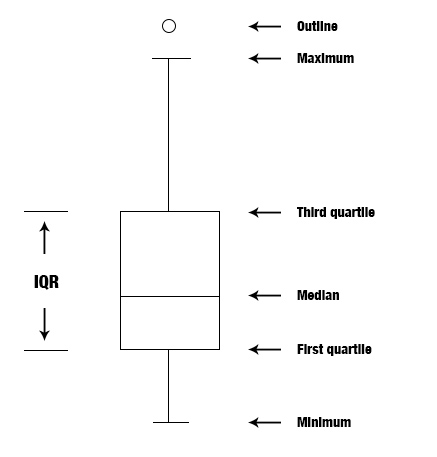
Diagramme en boîte avec l'écart quartile apparent (noté IQR)

En statistiques, l’écart interquartile (aussi appelé étendue interquartile  ou EI ; en anglais, interquartile range ou IQR) est une mesure de dispersion qui s'obtient en faisant la différence entre le troisième et le premier quartile : 
EI = Q3 - Q1.
L'EI est un estimateur statistique robuste.

## Exemples

### Tableau de données
| Valeurs | %   | Quartile     |
| ------- | --- | ------------ |
| 1       | 102 |              |
| 2       | 104 |              |
| 3       | 105 | Q1           |
| 4       | 107 |              |
| 5       | 108 |              |
| 6       | 109 | Q2 (médiane) |
| 7       | 110 |              |
| 8       | 112 |              |
| 9       | 115 | Q3           |
| 10      | 116 |              |
| 11      | 118 |              |
L'écart interquartile de cette distribution de données (noté EI), est EI = Q3 - Q1 = 115 - 105 = 10.

### Données dans une boîte à moustaches
Cette boîte à moustaches[Laquelle ?] sommaire montre :
- premier quartile {\displaystyle Q_{1}=7}
- deuxième quartile (médiane) {\displaystyle Q_{2}=8,5}
- troisième quartile {\displaystyle Q_{3}=9}
- écart interquartile {\displaystyle Q_{3}-Q_{1}=2}

## Calcul de l'écart interquartile
Il existe plusieurs méthodes de calcul rapides de l'écart interquartile.

### Méthode de la médiane
On calcule d'abord la médiane de l'échantillon, ce qui permet de séparer le tirage en deux sous-échantillons (celui des valeurs inférieures à la médiane, et celui des valeurs supérieures), puis on calcule les médianes respectives de ces deux sous-échantillons. L'écart interquartile est alors la différence de ces deux médianes. Cette méthode peut être faite de deux façons, inclusive (on rajoute la médiane de l'échantillon dans les deux sous-échantillons) ou exclusive (on exclut la médiane des deux sous-échantillons).

## Utilisations
L'écart interquartile permet de mesurer l'étalement des valeurs centrales de l'échantillon.
Cet indicateur peut servir de test de normalité d'un échantillon X : en notant la moyenne de l'échantillon X et σ son écart type, on peut comparer Q1 et X – σ EI, et Q3 et X + σ EI, si ces deux différences sont trop élevées, on peut rejeter l'hypothèse de normalité de l'échantillon. Ce test est cependant peu robuste et on lui préfère les tests de Kolmogorov-Smirnov ou de Shapiro-Wilk.
Cet indicateur est aussi utilisé dans l'identification des valeurs aberrantes par la règle donnée par John Tukey : toute valeur de l'échantillon inférieure à Q1 – 1,5 EI ou supérieure à Q3 + 1,5 EI est à considérer comme aberrante. Cette méthode est cependant peu adaptée pour les distributions non centrées ou à queue.